# Phil Walsh
Phillip "Phil" Walsh (Hamilton, 15 de março de 1960 – Somerton Park, 3 de julho de 2015) foi um jogador e treinador de futebol australiano. Walsh jogou por Collingwood, Richmond e Brisbane Bears na Victorian Football League (VFL) entre 1983 e 1990. Após o final da carreira, Walsh se tornou assistente técnico com papel no Geelong, West Coast e Port Adelaide antes de ser anunciado como técnico principal do Adelaide Football Club para as temporadas 2015–2017.
No dia 3 de Julho de 2015, Walsh foi encontrado morto em sua casa, em Somerton Park, no Sul da Austrália, com múltiplas feridas por faca. Seu filho, Cy Walsh, foi o acusado pelo assassinato.